# Az aranyfej
Az Aranyfej (eredeti cím angolul: The Golden Head) 1963-ban magyar-amerikai-angol koprodukcióban készült, 1964-ben bemutatott ifjúsági vígjáték, amit Richard Thorpe rendezett James Hill közreműködésével, Roger Windle Pilkington: A folyam Nepomukja című regényéből. A filmet 1963-ban Győrben, Esztergomban, Szentendrén és Budapesten forgatták, a záró üldözési jelenetek az éppen épülő, félig kész Erzsébet hídon zajlanak. Ez volt az első magyar-amerikai koprodukcióban készült egész estés film. A film célja volt, hogy Magyarország számára propagandát csináljanak a "vasfüggöny"-ön túl.

## Történet
Stevenson, a híres angol bűnügyi szakértő Magyarországra utazik egy bűnügyi konferenciára, ahová családját is elviszi. Amíg ő a konferencián tartózkodik, családtagjai az útjukba eső városokban nézelődnek. Közben ellopják Szent László aranyhermáját, a gyanú pedig a Stevenson gyerekekre terelődik. A gyerekek nyomozásba kezdenek, hogy bebizonyítsák ártatlanságukat.

## Szereplők
- George Sanders (hangja: Szakáts Miklós) – Basil Palmer
- Buddy Hackett (hangja: Márkus László) – Lionel Pack
- Esztergályos Cecília – Anne
- Jess Conrad (hangja: Tordy Géza) – Michael Stevenson
- Lorraine Power (hangja: Nagy Anikó) – Milly Stevenson
- Denis Gilmore (hangja: Kern András) – Harold Stevenson
- Douglas Wilmer (hangja: Pálos György) – Stevenson nyomozó
- Pécsi Sándor – pap
- Kibédi Ervin – kalapos férfi
- Robert Coote (hangja: Máriáss József) – Braithwaite
- Makláry Zoltán – öregember
- Ungváry László – rendőrkapitány
- Pándy Lajos – határőr
- Dajbukát Ilona – piaci árus

További szereplők: Csurka László, Csákányi László, Csonka Endre, Darvas Iván, Dömsödi János, Fonyó József, Garas Dezső, Gera Zoltán, Joó László, Joó Piri, Latinovits Zoltán, Márky Géza, Raksányi Gellért, Sitkey Irén, Szüry György, Zách János, Ferencz László, Madaras József

## Érdekességek
- A film forgatását először magyar-angol koprodukcióban kezdték el James Hill rendezésében (az ő rendezésében zajlott a győri forgatás). Ebben a változatban még olyan hazai színészek kaptak szerepet, mint Pécsi Ildikó, Básti Lajos, Rajz János, Peti Sándor és Fónay Márta, ám időközben nagy változások történtek a filmben, az angol stábot amerikaiak váltották fel, a rendező Richard Thorpe lett (ő az esztergomi, felveteleknél csatlakozott, és a győri felvételeket is jelentősen átalakította), és a felsorolt hazai színészek helyét is más hazai színészek vették át. (A változást azzal magyarázták, hogy az időjárás miatt megcsúsztak a forgatással, az angol stábot meg a további más munkáik elszólították). A James Hill által rendezett jeleneteknél Milly Stewensont még Hayley Mills, Basil Palmert Lionel Jeffries, a papot Básti Lajos, a piaci árust meg Fónay Márta alakította, valamint cameoszerepet kapott benne Otto Preminger is. A Richard Thorpe-val folytatott forgatásnál Otto Preminger jelenetét kivágták, Lionel Jeffries szerepét George Sanders, Hayley Mills szerepét Lorriane Power, Básti Lajos szerepét Pécsi Sándor, Fónay Márta szerepét meg Dajbukát Ilona vette át. Természetesen a korábbi szereplőkkel készült jelenetek újra felvették az új szereplőkkel.
- Amerikában csak jóval később, 2009-ben mutatták be a filmet, egy fennmaradt kópiáról, ugyanis annak idején Willian R. Forman producer valamiért úgy döntött, hogy nem mutatják be a filmet.
- A filmben természetesen nem az eredeti műkincs, a győri székesegyház Héderváry-kápolnájában őrzött Szent László herma szerepelt. A forgatáskor használt hiteles másolatot Inkey Tibor fényképei alapján Szabó Ferenc, az Állami Pénzverő iparművésze készítette el a Hunnia Filmstúdió megbízásából, öt példányban bronzból, aranyozva, további öt darabot pedig gipszből.
- Az amerikai Cinerama Releasing Corporation (CRC) stúdió a legkorszerűbb felvevőjét küldte el a forgatáshoz, amellyel technikailag a legmodernebb, ún. cinerama (panorámafilm-felvételi és -vetítési) eljárással készülő mozifilmet lehetett készíteni. Ezzel a géppel készült a Ben-Hur című film is.
- John Le Mesurier önéletrajzában leírta, hogy Budapestre utazik filmet forgatni, és megemlíti, hogy a filmet rajta kívül még Lionel Jeffries is szerepel, azonban a kész filmben egyikük sem szerepel.
- A film legvégén, amikor a Kibédi Ervin által alaklított nyomozó köszönetet mond a gyerekeknek a Magyar Tudományos Akadémia épületében, utána az látjuk, hogy Londonban Basil Palmer és Lionel Pack bekísérik Stewenson nyomozót, és Milly-t a Buckingham-palotába, majd a két csibész lelép. Ez a magyar változatból teljes egészében kimaradt, ott a film a "köszönet mondás" jelenetével zárul. A magyar kópia emiatt két perccel rövidebb.
- Az angol nyelvű kópia elején Fényes Szabolcs helyett tévesen Fényes Péter szerepel zeneszerzőként.

## Televíziós megjelenés
MTV1 / M1, MTV2 / M2, Duna TV, Filmmúzeum, M3, Duna World, Győr+TV

## Külső hivatkozások
- Az aranyfej a PORT.hu-n (magyarul)
- Az aranyfej az Internet Movie Database-ben (angolul)
- Az aranyfej a Box Office Mojón (angolul)
- Az aranyfej a Kritikustomeg.org-on